# TRADIC
TRADIC (engl. Abkürzung für TRansistorized Airborne DIgital Computer) war der weltweit erste Computer auf der Grundlage von Transistoren – und leitete wegen seiner Störungs- und Ausfallsicherheit und der höheren Geschwindigkeit von Transistoren gegenüber Röhren und nicht zuletzt wegen seiner geringeren Baugröße damit den Siegeszug der Computer auf Transistorbasis gegenüber den zur damaligen Zeit üblichen Röhrencomputern ein. TRADIC schaffte eine Million logische Operationen pro Sekunde.
Von den Bell-Forschungslaboratorien für die United States Air Force entwickelt, wurde im Januar 1954 fertiggestellt. Er bestand aus 10.358 Germanium-Dioden sowie 684 Transistoren und hatte eine Leistungsaufnahme von ca. 90 Watt.
Es gibt unterschiedliche Angaben über den Entwicklungsbeginn von TRADIC und TX-0. Manche Quellen sprechen von 1953 für beide Computer. Vermutlich war der TRADIC aber der erste vollständig auf Transistoren basierende Computer.